# Beirut Sports Club
Maillots
Le Beirut Sports Club (en arabe : نادي بيروت), est un club libanais de basket-ball fondé en 2013 et basé dans le quartier de Chiyah à Beyrouth, capitale du pays. Il évolue depuis 2017, en FLB League, le plus haut niveau du championnat du Liban de basket-ball.

## Histoire
En octobre 2017, le club perd la finale du tournoi Henri Chalhoub contre le Homenetmen Beyrouth (50-58).
Lors de la saison 2018-2019, l'équipe perd la finale du championnat du Liban en six matchs (2-4) contre le Riyadi Club Beyrouth.
Le Beirut Sports Club perd deux finales consécutives de la coupe arabe des clubs champions contre l'Ittihad Alexandrie, en 2018 (70-74 à Beyrouth) et en 2019 (86-90 à Salé).
Durant la coupe arabe des clubs champions 2022, l'équipe remporte le match pour la troisième place contre le Kazma Sporting Club (102-97).
Au terme de la saison 2021-2022, le club remporte pour la première fois la coupe du Liban, battant en finale le Riyadi Club Beyrouth (82-65), réalisant ainsi le première doublé de son histoire avec le championnat du Liban également gagné contre le Riyadi Club Beyrouth en sept matchs (4-3); Ahmed Farran remporte le titre de meilleur entraîneur, Hayk Gyokchyan de meilleur joueur, Wael Arakji de meilleur joueur de la finale et Gerard Hadidian du joueur plus progressé. Sergio El Darwich, Arakji et Gyokchyan choisi pour faire partie de la première équipe du championnat.
En mai 2023, l'équipe prend la troisième place de la Ligue d'Asie de l'Ouest battant le club iranienne Zobahan Gorgan (93-75).
Lors de la version 2023 le club remporte pour la première fois la coupe arabe des clubs champions battant en finale l'Association sportive de Salé (86-75). Le joueur du club, Sergio El Darwich, remporte le titre de meilleur arrière, de meilleur joueur de la finale et de meilleur joueur du tournoi. El Darwich, Ali Mezher et Tony Mitchell choisi pour faire partie de la première équipe du tournoi. Jean Marc Jarrouge est le meilleur tripointeur.
Le 22 mai 2024, le Beirut Club remporte la Coupe du Liban 2023-2024, contre le Club Antonin Sportif (72-55) en finale.
En septembre 2024, l'équipe perd la finale de la Supercoupe international de Syrie contre le Zamalek Sporting Club (84-77).
En janvier 2025, le club remporte le tournoi international de Dubaï après battu l'équipe nationale de Tunisie (80-72), en finale. Ali Haidar, remporte le titre de meilleur joueur de la finale et de meilleur joueur du tournoi. Sergio El Darwich est le meilleur arrière et Ricky Ledo est le meilleur scoreur du tournoi

## Palmarès
| National | International | Tournois amicaux |
| --- | --- | --- |
| - Championnat du Liban (1) - Champion : 2022 - Finaliste : 2019 - Coupe du Liban (2) - Vainqueur : 2022, 2024 | - Coupe arabe des clubs champions (1) : - Vainqueur : 2023 - Finaliste : 2018, 2019 - Troisième : 2022 - Ligue d'Asie de l'Ouest (0) : - Troisième : 2023 | - Tournoi international de Dubaï (1) : - Vainqueur : 2025 - Finaliste : 2019 - Tournoi international de Doha (1) : - Vainqueur : 2023 - Supercoupe international de Syrie (0) : - Finaliste : 2024 - Tournoi Henri Chalhoub (0) : - Finaliste : 2017 |

## Anciens joueurs
- Rodrigue Akl
- Wael Arakji
- Cliff Alexander
- Isaiah Austin
- Chris Crawford
- Justin Dentmon
- Michael Dixon
- Quincy Douby
- Rony Fahed
- Michael Frazier II
- Julian Gamble
- Archie Goodwin
- Kenny Hayes
- Reggie Holmes
- Ken Horton
- Kenny Kadji
- Ricky Ledo
- Ali Mahmoud
- Ater Majok
- Frank Mason
- Salah Mejri
- Quincy Miller
- Tony Mitchell
- Shabazz Muhammad
- Kevin Murphy
- Fares Ochi
- Norvel Pelle
- Elie Rustom
- Richard Solomon
- Ibrahima Thomas
- Nikoloz Tskitishvili
- Dar Tucker
- Thomas Wimbush
- Joseph Young